# Resolución 296 del Consejo de Seguridad de las Naciones Unidas
La resolución 296 del Consejo de Seguridad de las Naciones Unidas fue aprobada por unanimidad el 18 de agosto de 1971, tras haber examinado la petición de membresía por parte del Reino de Baréin para poder ser miembro de las Naciones Unidas. En esta resolución, el Consejo recomendó a la Asamblea General la aceptación de Baréin como miembro.